# 360-градусне відео
360-градусні відеоролики, також відомі як сферичні відеоролики — відеозаписи, де зображення записується у всіх напрямках одночасно за допомогою багатоспрямованої камери або колекції камер. Під час перегляду глядач керує напрямом перегляду.

## Знімання
360-градусне відео зазвичай записується за допомогою спеціальної установки із декількох камер або за допомогою спеціальної камери, яка містить багато об'єктивів, вбудованих в пристрій, які одночасно знімають кути, що перекриваються. Завдяки методу відеозв'язування цей окремий матеріал об'єднується в одну сферичну відеороботу, а колір і контраст кожного знімка калібруються так, щоб вони відповідали іншим. Цей процес виконується або самою камерою, або спеціалізованим програмним забезпеченням для редагування відео, яке може аналізувати звичайні візуальні ефекти та звук для синхронізації та об'єднання різних каналів камери. Як правило, єдине місце, яке неможливо переглянути, — напрямок до місця кріплення камери.
360-градусне відео, як правило, відформатовано в еквідистантній циліндричній проєкції і може бути моноскопічним, тобто з одним зображенням, спрямованим до обох очей, або стереоскопічним, коли наявні два окремих зображення, спрямовані індивідуально до кожного ока для 3D-ефекту. Внаслідок такої проєкції прямокутне відео має нижчу якість посередині зображення, ніж у верхній і нижній частині.

## Програвання
360-градусні відео зазвичай переглядаються за допомогою персональних комп'ютерів, мобільних пристроїв, такі як смартфони, або спеціальних дисплеїв на шоломах віртуальної реальності. Користувачі можуть переглядати відео за допомогою клацання та перетягування. На смартфонах внутрішні датчики, такі як гіроскоп, також можуть бути використані для панорамування відео на основі орієнтації пристрою.

## Публікація
У березні 2015 року YouTube розпочав підтримку публікації та перегляду 360-градусних відео, а також відтворення на своєму вебсайті та його мобільних додатках для Android. Материнська компанія Google також повідомила, що буде співпрацювати з виробниками фотоапаратів, щоб автори могли легше завантажувати 360-градусний контент, записаний їх продуктами на YouTube.
Facebook (власник компанії виробника VR-гарнітури Oculus VR) також додав 360-градусну підтримку відео у вересні 2015 року, а потім оприлюднив проекти для своїх власних фотоапаратних систем на 360 градусів, відомих під назвою Facebook Surround 360. В березні 2017 року Facebook  оголосив, що на цей часу на Facebook було завантажено більше 1 мільйона відеороликів, відзнятих у 360-градусному форматі. Vimeo також запустив підтримку 360-градусного відео в березні 2017 року.
Використання терміна «віртуальна реальність» для опису 360-градусного відео дискусійне, оскільки під VR зазвичай розуміють інтерактивний досвід, в якому рухи глядача можна відслідковувати, щоб забезпечити взаємодію в реальному часі в віртуальному середовищі з орієнтацією та відстеженням позиції. У 360-градусному відео розташування глядачів фіксується, глядачі обмежуються кутами, зафіксованими камерами, і не можуть взаємодіяти з середовищем.